# Vlast
Vlast (starším označením otčina) je země narození, ke které cítíme sympatie a chováme ji v jisté úctě. Latinské slovo patria (otčina) dalo vzniknout slovu patriot a patriotismus, které zdůrazňuje lásku ke své zemi až po její vynášení nad jiné, což je znakem nacionalistických radikálů. Německé Vaterland, které hojně používal nacismus, se tak stalo synonymem extrémní úcty a glorifikace Německa.
Jiné verze jsou domovina či matčina (ženský rod) – například „Matka Rus“ či metropole („mateřské město“). Na Slovensku ale i dedovizeň či babovizeň, jako dědictví po prarodičích.
Slovo "Vlast" má ze staročeštiny základ ve slově "volsť", které ve staroslovanských podobách nese příbuznost se slovy "vůle", "velikost"(vel'kosť) a "volnost", která odkazuje na právo obdělávání a "občiňování" země (slovo "občan" poukazuje na právo obhospodařovat svou zemi, proto se může kromě slova "otčina" objevovat výraz "občina") a to je společné době osídlování střední Evropy starogermánskými a staroslovanskými kmeny. Pozůstatkem z té doby je rovněž příbuznost například se slovem "will".
Pozn: Stejná je zvláštní nesourodost pohanských a pozdějších křesťanských vlivů například ve slově "divine" – božský, kdy při migraci indoárijských kmenů byla božstva – dévové – vedickým i antickým polyteistickým kladem, např. daevos nebo diaus, zeus, diaus-ptér čili jupiter, ale později byla násilně potlačena a prohlášena za démony, "devil" – ďábel, a původní smysl a význam byl zcela přepsán. V případě slova "vlast" nebo "vůle" a "volnost" (v hospodaření) je jazyková příbuznost se slovem "vůl" (tehdy "vuól"), což dnes působí spíše významově opačně (někdo, kdo "dře jako vůl") ale původní smysl byl majetný občan (maje země a volů), opakem pak byl "nevolník", původně bez dobytka obdělával půdu, aniž by ji nárokoval nebo mu byla přiznána, později slovo vyjadřovalo, že pracoval na pozemku jiných, aniž by směl projevovat svobodnou "vůli" (neboli touhu a duchovní tah k nějakému záměru).